# Влаович, Горан
Го́ран Вла́ович (хорв. Goran Vlaović; 7 августа 1972) — хорватский футболист, нападающий.

## Клубная карьера
Карьеру начал в «Осиеке», затем перешёл в загребскую «Кроацию» (ныне «Динамо»). В 1994 году перешёл в итальянскую «Падову». По окончании чемпионата Европы 1996 года перешёл в «Валенсию», за которую выступал до 2000 года. С 2000 по 2004 год играл за «Панатинаикос». До 2007 владел рекордом по количеству мячей за сезон в чемпионате Хорватии (29 мячей в сезоне 1993/94, рекорд побил Эдуардо да Силва). В составе «Валенсии» выиграл кубок и суперкубок Испании.

## Карьера в сборной
За сборную Хорватии выступал на протяжении десяти лет — с 1992 по 2002 год. За сборную страны забил 15 мячей — второй результат в истории после Давора Шукера. Выступал за сборную Хорватии на чемпионате Европы 1996 года, на котором забил первый мяч сборной на международных турнирах. В 1998 году в составе сборной стал бронзовым призёром чемпионата мира. Был в заявке сборной на чемпионат мира 2002 года, но на поле не выходил.